# Skallbergets naturreservat
Skallbergets naturreservat ligger i Gideå, tre mil norr om Örnsköldsvik, i Örnsköldsviks kommun.
Reservatet omfattar 59 hektar och avsattes 2012. I reservatet finns Skallbergsgrottan, som är en av landets längsta urbergsgrottor.
Gustav ”Rabbe” Sjögren utforskade grottorna på 1970- och 1980-talen och gjorde dem tillgängliga för allmänheten.